# Sony Xperia Z5 Compact
De Sony Xperia Z5 Compact is een telefoon van Sony uit 2015 en draait op Android en is een compacte versie van de Xperia Z5.
De smartphone heeft een beelddiagonaal van 11,7 cm en werkt op een Qualcomm Snapdragon 810-processor met 2 GB werkgeheugen. Het heeft 16 GB interne opslagruimte en weegt 138 gram.